# Geoffroygrundkuckuck
Der Geoffroygrundkuckuck (Neomorphus geoffroyi) auch Tajazuikuckuck ist eine Kuckucksart der Neotropis. Es werden bis zu sieben Unterarten unterschieden.

## Merkmale

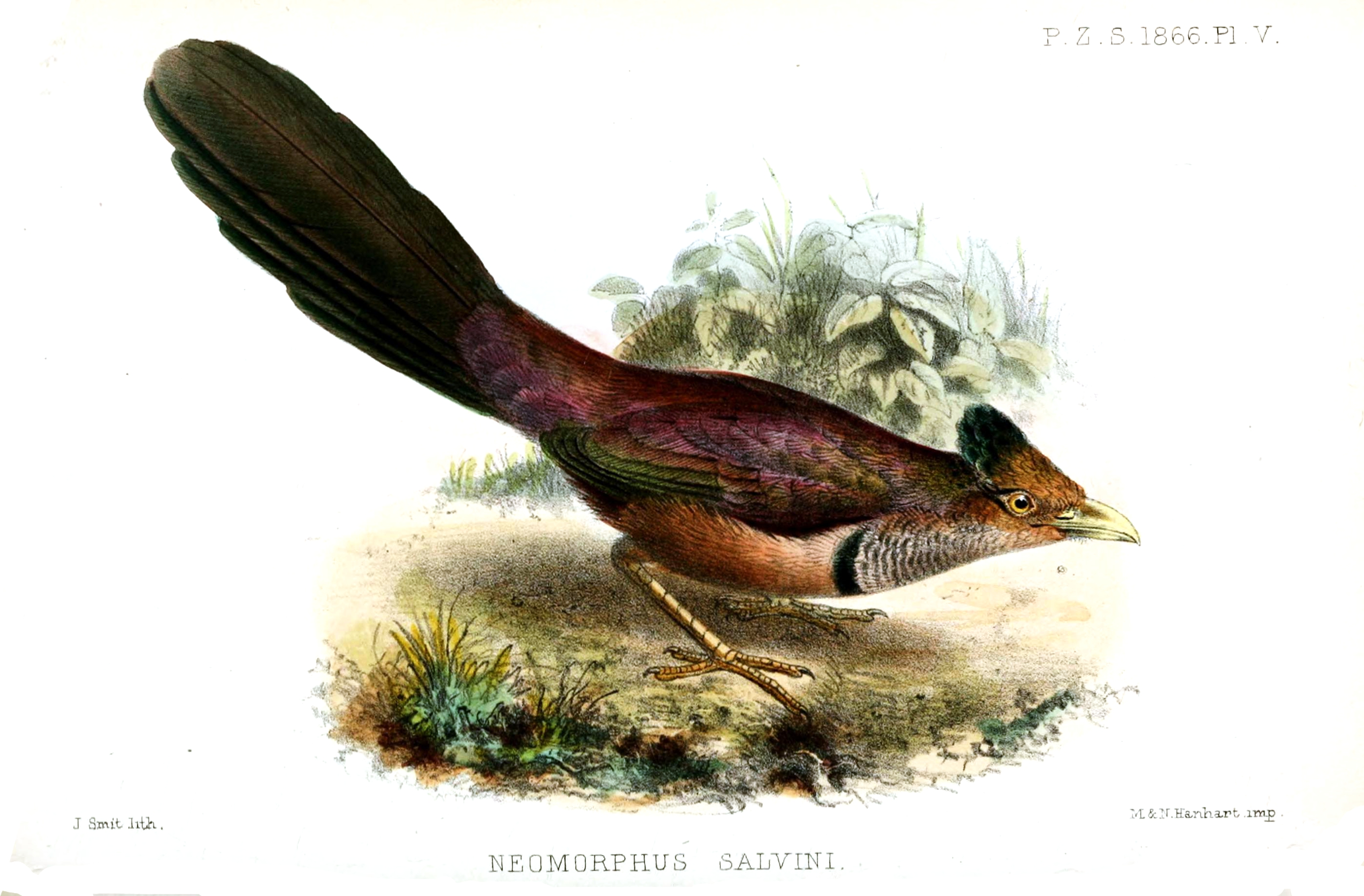
Geoffroygrundkuckuck (Illustration von Joseph Smit, 1866)

Der Geoffroygrundkuckuck wird etwa 45 bis 51 Zentimeter groß. Es gibt keinen Sexualdimorphismus. Die auffallend große Haube ist schwarz-blau glänzend gefärbt. Die Stirn- und Halspartie ist zimtfarben mit dunklen Federspitzen, wodurch die Federn schuppenartig erscheinen. Die Oberseite sowie die Flügel sind braun bis olivbraun gefärbt und schimmern bläulich bis lila. Die Steuerfedern sind schwarz und glänzen lila bis grünlich. Die Farben variieren zwischen den Unterarten. Das Brustgefieder sowie die Unterseite sind bräunlich bis grau, wobei die Federspitzen oberhalb des schwarzen Brustbands schwarz gefärbt sind und wie die Stirnpartie schuppenartig erscheinen. Bei einigen Unterarten ist das schwarze Brustband nicht durchgehend, stattdessen haben Brust und Flanken schwarze Federspitzen und ein schuppenartiges Aussehen. Der gebogene Schnabel ist grüngelb. Die Farbe der Iris variiert zwischen gelb, rot und braun, das Auge umschließt ein federloser grau-blauer Ring.

## Systematik, Verbreitung und Lebensraum

Verbreitungskarte des Geoffroygrundkuckucks (grün)

Die genaue Systematik des Geoffroygrundkuckucks ist umstritten. Je nach Autor werden sechs bis sieben Unterarten unterschieden. Teilweise wird der Schuppengrundkuckuck (Neomorphus squamiger) als Unterart des Geoffroygrundkuckucks (Neomorphus geoffroyi squamiger) geführt.
Der Geoffroygrundkuckuck bewohnt weite Teile Südamerikas. Die einzelnen Unterarten haben folgende Verbreitungsgebiete:
- N. g. geoffroyi (Temminck, 1820): Zentralbrasilien am Amazonas
- N. g. salvini PL Sclater, 1866: Zentralamerika von Nicaragua bis Panama
- N. g. aequatorialis Chapman, 1923: Kolumbien, sowie östliche Gebiete von Ecuador und Peru
- N. g. australis Carriker, 1935: Südliche Bereiche Perus und im Norden Boliviens
- N. g. maximiliani Pinto, 1962: Brasilien im Bundesstaat Bahia entlang der Küste
- N. g. dulcis Snethlage, 1927: Brasilien im Bundesstaat Rio de Janeiro entlang der Küste

Der Geoffroygrundkuckuck bewohnt tropische Regenwälder wie z. B. Terra-Firme-Wälder oder atlantische Regenwälder. Trotz fortschreitender Zerstörung des Habitats und der geringen Populationsdichte wird die Art auf Grund des großen Verbreitungsgebiets von der IUCN als nicht gefährdet eingeschätzt.

## Lebensweise
Der Geoffroygrundkuckuck bewegt sich wie andere Vertreter der Unterfamilie der Erdkuckucke meist am Boden fort, Bäume werden zum Schlafen oder zur Federpflege aufgesucht. Die Nahrung wird überwiegend vom Boden gesammelt. Der Geoffroygrundkuckuck folgt hierfür Wanderameisen der Gattung Eciton oder Nabelschweinen um aufgeschreckte Beutetiere zu fangen. Aus dem gleichen Grund findet man ihn auch häufig in der Nähe von Totenkopfaffen (Saimiri) und Kapuzineraffen (Cebus). Die Nahrung besteht hauptsächlich aus Insekten, Skorpionen, kleinen Fröschen, Eidechsen und Vögeln, gelegentlich werden auch Früchte verzehrt. Die Art wird häufig zusammen mit anderen Vögeln, wie z. B. dem Krähenstirnvogel (Psarocolius decumanus) oder verschiedenen Ameisenvögeln gesichtet. Der Geoffroygrundkuckuck ist wie die anderen Arten der Gattung Neomorphus kein Brutparasit, die Jungen werden von beiden Eltern großgezogen, wobei das Gelege aus einem einzigen Ei besteht. Das Nest wird in 2 bis 5 Metern Höhe im Dickicht gebaut und mit frischem Laub ausgekleidet, welches während des Brütens beständig erneuert wird.